# Споменик незнаним ратницима 1913—1915. на Тумби
Споменик незнаним ратницима 1913—1915. подигнут је на планини Тумба српским ратницима, учесницима битке која се одиграла 7. јула 1913. године.

## Битка на Тумби
На потезу Дашчани кладенац (превој између планина Руј и Рудина) – Црни врх (највиши врх планине Таламбас) – врх Тумба, а овај потез био је део некадашње граничне линије краљевине Србије и царевине Бугарске, српска војска зауставила је продор бугарске војске у једнодневној битки, односно свако је остао на својој територији. Спречавање овог продора, утицало је да се оснаже положаји српске војске на подручју данашње југоисточне Македоније, у околини града Штипа, у долини реке Брегалнице. Српским јединицама, овде је командовао мајор Јован Цветковић, отац потоњег великог државника Драгише Цветковића.
На вечној стражи на Тумби је остало 350 српских војника.

## Изглед споменика
Споменик је изграђен од каменог бетона, висине осам метара, а на све четри стране су мермерне плоче са натписом: Источна страна: погинулим ратницима из општине Калнске, Јабуковичке, Црвенојабучке, Дарковачке, Раковдолске и Тегошничке 1912-1918. Северна страна: Знаним и незнаним јунацима палим на Тумбу од 1913-1915. године; Западна страна: Споменик подигли благодарни грађани среза власотиначког и лужничког; Јужна страна: Споменик подигнут за време владавине НВ Краљевине Југославије Александар Карађорђевић I. 1931. године јул месеца 21.